# Next Time
Next time é um grupo musica proveniente da Macedónia.

## Festival Eurovisão da Canção
Os Next time concorreram ao festival de selecção nacional da música macedónia para a Eurovisão, da qual saiu vencedor, e irá em Maio a Moscovo, para representar a Macedónia no Festival Eurovisão da Canção 2009.